# Petar Musa
Petar Musa (Zagreb, 4. ožujka 1998.) hrvatski je nogometaš koji igra na poziciji napadača. Trenutačno igra za FC Dallas.

## Klupska karijera

### Rana karijera
Godine 2007. prešao je iz Hrvatskog dragovoljca u Zagreb. Za Zagreb je debitirao 1. ožujka 2016. kada je Zagreb izgubio 3:0 od Slaven Belupa u utakmici 1. HNL. Zagreb je te sezone ispao iz lige te je Musa iduću sezonu igrao u 2. HNL. Za Zagreb je sveukupno igrao 16 puta te niti jednom nije bio strijelac. Na kraju sezone, tijekom ljeta 2017., prešao je u Inter Zaprešić, a u istom prijelaznom roku i u Slaviju Prag.

### Slavia Prag i posudbe u Češkoj
Nedugo nakon Musinog prelaska u Slaviju Prag 2017., klub ga je posudio češkom drugoligaškom klubu Viktoria Žižkov do kraja sezone. Za Viktoriju Žižkov postigao je 6 golova u 21 utakmici. Slavia ga je u ljeto 2018. ponovno posudila istom klubu, no ovaj put do kraja godine. Musa je 6 puta bio strijelac u 16 utakmica.
Slavia Prag je u zimskom prijelaznom roku 2019. poslala Musu na posudbu u Slovan Liberec. Za novi je klub debitirao 16. veljače 2019. u prvoligaškoj utakmici u kojoj je Baník Ostrava pobijedila 2:1. U Češkom nogometnom kupu debitirao je 3. travnja kada je Slovan Liberec izgubio u produžetcima od istog protivnika istim rezultatom. Svoj prvi klupski pogodak postigao je 19. srpnja kada je Slovan Liberec izgubio 1:2 u ligaškom susretu protiv Viktorije Plzeň. Za Slovan Liberec je sveukupno postigao 8 golova u 31 utakmici, od kojih je 7 postigao u prvoj polovici sezone 2019./20.
Musa je vraćen s posudbe na polovici sezone. Za Slaviju Prag debitirao je 16. veljače 2020. u prvoligaškoj utakmici u kojoj je Bohemians pobijedio s minimalnih 1:0. Svoj prvi klupski pogodak postigao je šest dana kasnije u ligaškom susretu protiv Opave koja je poražena 2:0. Dana 28. lipnja Musa je zabio dva gola klubu Mladá Boleslav u ligaškoj utakmici koja je završila 4:0. U drugoj polovici te sezone postigao je 7 golova u 14 utakmica. Te sezone sveukupno je postigao 14 ligaških golova te je s Liborom Kozákom bio najbolji strijelac lige. Tada je imao 22 godine te je time postao najmlađi najbolji strijelac neke sezone češke prve lige.

### Union Berlin (posudba)
Dana 1. veljače 2021. Slavia Prag je posudila Musu Union Berlinu do kraja sezone za iznos od 200 tisuća eura. Za novi klub Musa je debitirao pet dana kasnije u utakmici Bundeslige u kojoj je Union Berlin pobijedio Mainz s 1:0. Jedini klupski pogodak postigao je 17. travnja kada je Union Berlin dobio Stuttgart 2:1. Za Union Berlin sveukupno je igrao 14 puta.

### Boavista (posudba)
Dana 25. kolovoza 2021. posuđen je portugalskoj Boavisti s mogućnošću otkupa. Za Boavistu je debitirao tri dana kasnije u ligaškoj utakmici protiv Vizele koja je završila 1:1. Svoj prvi klupski pogodak postigao je 12. rujna u svojem idućem nastupu za klub i to protiv Portimonensea s kojim je Boavista također igrala 1:1. Za Boavistu je sveukupno postigao 12 golova u 31 utakmici. Budući da je Musa postigao barem 10 golova za Boavistu, aktivirala se klauzula o njegovom obveznom otkupu.

### Benfica
Dana 20. svibnja 2022. potpisao je petogodišnji ugovor s Benficom. Boavista je tada bila u financijskoj krizi, stoga nije mogla platiti Slaviji Prag iznos od 3,5 milijuna eura za otkup njegovog ugovora. Benfica je platila Slaviji taj iznos te dodatnih 1,5 milijuna eura Boavisti. Benfica je Boavisti također ustupila crnogorskog veznjaka Iliju Vukotića koji je do tada bio posuđen Boavisti. Uz to, Benfica se odrekla svih prava koja je imala nad Boavistinim igračem Ricardom Mangasom.
Za Benficu je debitirao i pritom postigao asistenciju 27. kolovoza u ligaškoj utakmici protiv svog prethodnog kluba Boaviste koja je izgubila utakmicu 0:3. U UEFA Ligi prvaka debitirao je 6. rujna kada je Maccabi Haifa poražen 0:2. Klupski prvijenac postigao je 8. listopada kada je Benfica u ligi pobijedila Rio Ave 4:2. Sedam dana kasnije Musa je debitirao u natjecanju Taça de Portugal i pritom postigao gol protiv Caldasa koji je ispao na penale. Svoj prvi gol u UEFA Ligi prvaka postigao je 2. studenog kada je Maccabi poražen s visokih 1:6. U natjecanju Taça da Liga Musa je debitirao 20. studenoga protiv kluba Estrela da Amadora koji je izgubio susret 3:2. Postigao je gol 9. kolovoza 2023. u utakmici superkupa protiv Porta koja je završila 2:0.

### FC Dallas
Iz Benfice je 1. veljače 2024. prešao u FC Dallas za iznos od 10 milijuna eura uz još potencijalna tri milijuna eura kroz bonuse. Time je Musa postao najskuplje pojačanje Dallasa u klupskoj povijesti.

## Reprezentativna karijera
Nastupao je za selekcije Hrvatske do 18 i 21 godine. Bio je dio hrvatske momčadi na Europskom prvenstvu do 21 godine održanom u Sloveniji i Mađarskoj.
Za A selekciju debitirao je 25. ožujka kada je Hrvatska igrala 1:1 s Walesom u sklopu kvalifikacija za Europsko prvenstvo 2024.

## Priznanja

### Individualna
- Najbolji strijelac Prve češke nogometne lige: 2019./20.
- Najbolji napadač Prve češke nogometne lige: 2019./20.

### Klupska
Slavia Prag
- Prva češka nogometna liga: 2019./20., 2020./21.
- Češki nogometni kup: 2020./21.

Benfica
- Primeira Liga: 2022./23.
- Supertaça Cândido de Oliveira: 2023.[22]

### Reprezentativna
Hrvatska
- UEFA Liga nacija (2. mjesto): 2022./23.

## Vanjske poveznice
- Profil, Hrvatski nogometni savez
- Profil, Transfermarkt (engl.)